# Galikonda
Galikonda är ett berg i Indien.   Det ligger i distriktet Vishākhapatnam och delstaten Andhra Pradesh, i den centrala delen av landet, 1 300 km söder om huvudstaden New Delhi. Toppen på Galikonda är 1 031 meter över havet, eller 164 meter över den omgivande terrängen. Bredden vid basen är 1,3 km.
Terrängen runt Galikonda är kuperad. Runt Galikonda är det ganska tätbefolkat, med 90 invånare per kvadratkilometer. I omgivningarna runt Galikonda växer huvudsakligen savannskog.